# He Ain't Heavy, He's My Brother
"He Ain't Heavy, He's My Brother" es una balada escrita por Bobby Scott y Bob Russell. Originalmente grabada por Kelly Gordon en 1969, la canción se convirtió en un éxito mundial en la versión de The Hollies ese mismo año y también en un éxito para Neil Diamond en 1970. A lo largo de los años ha sido grabada por numerosos artistas. La versión de The Hollies se relanzó en 1988 y nuevamente fue un gran éxito en el Reino Unido.

## Título
El título de la canción hace referencia a un relato de James Wells, moderador de la Iglesia Unida Libre de Escocia, que cuenta la historia de una niña pequeña que lleva a cuestas a un bebé, en su libro de 1884 Las parábolas de Jesús . Al verla luchar, alguien le preguntó si no estaba cansada. Con sorpresa ella respondió: "No, no es pesado, es mi hermano".
En una publicación de 1918 de Ralph Waldo Trine titulada The Higher Powers of Mind and Spirit, Trine relata la siguiente anécdota: "¿Conoces ese incidente en relación con la niña escocesa? Iba caminando penosamente, cargando lo mejor que podía a un niño más joven, pero parecía casi tan grande como ella misma, cuando uno le comentó lo pesado que debía ser para que ella lo cargara, instantáneamente llegó la respuesta: 'Él no es pesado. Es mi hermano.'" 
En la década de 1940, las palabras, adaptadas como "No es pesado, padre, es mi hermano", fueron tomadas como eslogan para el hogar infantil La Ciudad de los Muchachos por su fundador, Edward Flanagan. Según el sitio web de la fundación, la frase utilizada se le dijo a Flanagan en 1918 uno de los residentes mientras cargaba a otro por unas escaleras. Se dice que el niño que transportaba tenía polio y usaba aparatos ortopédicos en las piernas.

## Versión de The Hollies
The Hollies grabaron la canción en junio de 1969 en los estudios EMI (ahora Abbey Road Studios ), con Allan Clarke en la voz principal. Elton John, que trabajaba como músico de sesión en ese momento, tocó el piano.  La canción fue publicada como sencillo el 26 de septiembre de 1969 y alcanzó el número 3 en el Reino Unido,  y el número 7 en los Estados Unidos. Fue relanzado en agosto de 1988 en el Reino Unido tras ser usada en un anuncio televisivo de la cerveza Miller Lite, alcanzando el puesto número 1 en las listas británicas durante dos semanas en septiembre de ese mismo año.
Listas
| Lista (1969–1970)                  | Posición |
| ---------------------------------- | -------- |
| Australia (KMR)                    | 8        |
| Austria (Ö3 Austria Top 40)        | 16       |
| Canadá Canadian Top Singles        | 11       |
| Canadá Canadian Adult Singles      | 35       |
| Finlandia (Soumen Virallinen)      | 16       |
| Irlanda (Irish Singles Chart)      | 3        |
| Países Bajos (Mega Single Top 100) | 15       |
| Nueva Zelanda (Listener)           | 7        |
| Noruega (VG-lista)                 | 7        |
| Sudáfrica (Springbok)              | 1        |
| Suiza (Schweizer Hitparade)        | 5        |
| Estados Unidos (Billboard Hot 100) | 7        |
| Estados Unidos Cash Box Top 100    | 8        |

| Lista (1988)                   | Posición |
| ------------------------------ | -------- |
| Europa (Eurochart Hot 100)     | 6        |
| Irlanda (Irish Singles Chart)  | 2        |
| Reino Unido (UK Singles Chart) | 1        |

Listas anuales
| Lista (1970)                     | Posición |
| -------------------------------- | -------- |
| Australia                        | 54       |
| Canadá                           | 68       |
| Sudáfrica                        | 16       |
| Estados Unidos Billboard Hot 100 | 46       |
| Estados Unidos Cash Box          | 58       |

| Lista (1988)               | Posición |
| -------------------------- | -------- |
| Europa (Eurochart Hot 100) | 95       |
| UK Singles (OCC)           | 8        |

## Versión de Neil Diamond
La versión de Neil Diamond ingresó en el puesto 68 de la lista estadounidense Billboard Hot 100 el 7 de noviembre de 1970 y fue incluida en el álbum Tap Root Manuscript.
Posicionamiento en listas
| Lista (1970-1971)                             | Posición |
| --------------------------------------------- | -------- |
| Estados Unidos Billboard Hot 100              | 20       |
| Estados Unidos Adult Contemporary (Billboard) | 4        |
| Australia Australian Singles Chart            | 94       |
| Nueva Zelanda New Zealand Singles Chart       | 18       |

## Versión de Bill Medley
Bill Medley grabó una versión para la banda sonora de la película Rambo III . Fue lanzado como sencillo en el Reino Unido y alcanzó el puesto 25, estando en la lista al mismo tiempo que la versión de The Hollies en 1988. Alcanzó el puesto 49 en la lista AC de Billboard. 
Posicionamiento en listas
| Lista (1988)                                     | Posición |
| ------------------------------------------------ | -------- |
| Estados Unidos US Adult Contemporary (Billboard) | 49       |
| Reino Unido UK Singles Chart                     | 25       |
| Países Bajos Dutch Top 40                        | 23       |
| Bélgica Belgian Singles Chart                    | 20       |

## Versión de Gotthard
En 1996, Gotthard lanzó su versión de la canción, que era más pop en comparación con sus otras canciones y la estructura se mantuvo como la balada original. Fue incluida en la versión asiática del álbum G. También aparece en los álbumes recopilatorios One Life One Soul - Best of Ballads y The Greatest Rock Ballads .

## Versión de The Justice Collective
En 2012, se grabó una versión de la canción y fue lanzada el 17 de diciembre de 2012 por músicos y celebridades bajo el nombre de The Justice Collective, para varias organizaciones benéficas asociadas con la Tragedia de Hillsborough .
La canción pasó a ocupar la codiciada posición número uno de Navidad en la lista de singles del Reino Unido .
Después del escándalo de escuchas telefónicas de News International, los miembros de The Farm junto con Pete Wylie y Mick Jones de The Clash actuaron en un concierto anti- The Sun en el Liverpool Olympia en septiembre de 2011. Después de esto, formaron Justice Tonight Band y realizaron una gira por el Reino Unido y Europa durante el siguiente año para crear conciencia sobre la Campaña de Justicia de Hillsborough.
Inicialmente, la idea era relanzar el sencillo en 2009 " The Fields of Anfield Road " del Liverpool Collective con el Kop Choir, sin embargo, esta idea fue rechazada por Peter Hooton ya que solo un número relativamente pequeño de personas la compraría. Inspirada en el tributo del Everton a Hillsborough el 17 de septiembre de 2012, la canción se tocó en Goodison Park antes del partido contra el Newcastle United. Luego se decidió que una nueva grabación de esta canción por varios artistas, incluida Justice Tonight Band, se lanzaría como sencillo benéfico.
Keith Mullen de The Farm reclutó a Guy Chambers para producir el sencillo y Chambers ofreció el uso gratuito de sus estudios para grabar la canción. El 25 de octubre de 2012, Steve Rotheram, Guy Chambers y Kenny Dalglish anunciaron planes para que el sencillo fuera grabado por varios artistas como Robbie Williams, Rebecca Ferguson, Paloma Faith, Beverley Knight, Melanie C, Holly Johnson, Mick Jones, Glen Campbell., Peter Hooton, Chris Sharrock, Glenn Tilbrook, Ren Harvieu, Dave McCabe, Paul Heaton, Hollie Cook, Jon McClure, John Power, Gerry Marsden y dos miembros originales de The Hollies, Bobby Elliott y Tony Hicks .
Posicionamiento en listas
| Lista (2012)                           | Posición |
| -------------------------------------- | -------- |
| Países Bajos (Mega Single Top 100)     | 36       |
| Noruega (VG-lista)                     | 17       |
| Escocia (Scottish Singles Sales Chart) | 2        |
| España (Airplay Chart)                 | 33       |
| Reino Unido (UK Indie Chart)           | 1        |
| Reino Unido (UK Singles Chart)         | 1        |